# Noyers-sur-Jabron

Noyers-sur-Jabron este o comună în departamentul Alpes-de-Haute-Provence din sud-estul Franței. În 1 ianuarie 2022 avea o populație de 527 de locuitori.